# 앤서니 웨인
앤서니 웨인(Anthony Wayne, 1745년 12월 15일 - 1796년 5월 13일)는 미국 육군의 장군이며 정치가이다. 웨인은 미국 독립 전쟁의 시작과 함께 군대에서의 경력을 쌓기 시작하여 그 공훈과 치열한 개성으로 준장의 자리까지 올라, ‘미친 앤서니’라는 별명도 받았다. 북서 인디언 전쟁을 종결시킨 ‘폴른 팀버스 전투’를 승리로 이끌어 명성을 남겼다.

## 생애
앤서니 웨인은 1745년 12월 1일 펜실베이니아의 체스터 카운티에 있는 이스트 타운(오늘 펜실베이니아 파올리 근처)에서 이삭 웨인(1699-1774)과 엘리자베스 엔딩의 다섯 자녀 중 하나로 태어났다. 그의 부친은 아일랜드에서 온 이민자였으며, 개신교 영국계 아일랜드 가문의 일원이었다. 그가 태어난 곳은 웨인스버러의 가족이 일구는 땅에서 지은 통나무집이었다. 그는 학위를 받지는 못했지만, 1765년까지 필라델피아의 삼촌이 경영하는 사립학교와 필라델피아 대학(현재의 펜실베이니아 대학)에서 측량 기사로 교육 받았다. 1766년 웨인은 벤저민 프랭클린과 그 동업자들의 소유한 노바스코샤의 토지 조사를 1년간 실시한 후, 웨인의 아버지가 경영하는 무두질 공장에서 일하면서 측량 기사의 일도 계속했다. 웨인은 체스터 카운티의 지도자가 되고, 펜실베이니아 상원 의원을 1774년에서 1775년까지 지냈다.

### 미국 독립전쟁
1775년 미국 독립 전쟁의 개전과 함께 민병을 모집하였고, 1776년에는 제4 펜실베이니아 보병연대의 대령되었다. 웨인과 연대는 대륙군의 ‘캐나다 침공 작전’에 참가했지만, 이 전략은 실패로 끝났고, 그는 베네딕트 아놀드의 지원군으로 파견되었다. 그 임무에서 그는 ‘트루아 리비에르 전투’에서 성공적으로 후방 방어 작전을 성공했으며, 이후 피로한 군대를 지휘하여 타이컨더로가 요새로 갔다. 이후 공을 인정받아 1777년 2월 21일에 준장으로 승진했다.
이후 웨인은 펜실베이니아 전선에서 ‘브랜디 와인 전투’, ‘파올리 전투’ 및 ‘저먼타운 전투’에서 부대를 지휘했다. 밸리 포지에서의 동계 주둔 후에 ‘몬머스 전투’에서 공격대를 이끌었다. 이 최후의 전투에서 웨인의 부대는 수적으로 우세한 영국군에 포위당하게 되었다. 그러나 워싱턴이 보낸 지원군에 의해 구출될 때까지 버텼다. 이 구도는 1년 후 남부 전선에서도 재현되었다.
독립 전쟁에서 웨인이 가장 공을 세운 것은 아마도 1779년 7월 15일의 뉴욕 식민지 ‘스토니 포인트 전투’(Battle of Stony Point)에서 승리였을 것이다. 그날 한밤 중, 웨인이 지휘하는 경장 보병 부대가 허드슨강 남부를 경계하기 위해 절벽 위에 세워진 방벽인 스토니 포인트를 수비하고 있던 영국 병사에게 경보병 3분대가 총검만으로 30분 동안 공격을 계속하였고, 영국군 요새를 강습하였다. 이 작전의 성공으로 당시 연패하던 군대의 사기를 높였다. 대륙 회의는 이 승리로 웨인에 메달을 주어 표창했다. 이에 따라, 뉴욕의 웨스트포인트와 버지니아 식민지의 그린 스프링의 전투에서 승리로, 웨인은 대담한 지휘관으로서의 평가가 높아졌다. 1781년에 영국군이 요크타운 전투에서 항복한 후, 웨인은 남부로 가서, 조지아 식민지에서 영국과 동맹을 맺은 인디언 종족과 싸웠다. 웨인은 크리크 족과 체로키 족의 양자와 평화 조약 협상을 벌였으며, 그들에게 조지아에 있는 큰 농지를 주어 보상했다. 웨인은 1783년 10월 10일에 소장으로 승진했다.

## 정치
독립 전쟁이 끝나고, 웨인은 펜실베이니아로 돌아가 1784년에 펜실베이니아 상원의원을 지냈다. 이후 조지아로 이주하여 포상으로 제공받은 받은 땅에 정착했다. 1788년에는 미국 헌법을 비준하는 국가 회의 대의원되었다. 1791년, 웨인은 조지아에서 선출된 미국 하원 의원으로, 제2 연방의회에 참석했지만, 웨인의 주민 자격에 관한 논란으로 의석을 잃고, 다음 1792년 선거에서 재선 출마를 사퇴했다.

## 북서 인디언 전쟁
조지 워싱턴 대통령이 미국에게 비관적인 상황이 계속되고 있었던 북서 인디언 전쟁의 원정대를 지휘하기 위하여, 민간인으로 돌아간 웨인을 재소집했다. 북서부 영토에서 많은 인디언이 영국 측에 붙어 독립 전쟁을 하고 있었다.
〈1783년 파리 조약〉으로 전쟁이 끝나자, 영국은 북서부 영토를 미국에 양도했다. 하지만 인디언 부족과는 아무런 협의가 없었기 때문에, 이 지역의 양도에 격렬히 반발했다. 마이애미 족, 쇼니 족, 델라웨어 족과 와이언도트 족 연합군이 쇼니 족의 블루 재킷이나 마이애미 족의 리틀 터틀의 주도로, 1790년과 1791년에 미합중국군을 패퇴시켰다. 인디언은 파리 조약에 규정되어 있던 이 지역의 요새 포기를 거부한 영국군에 힘입어 물자 지원도 받고 있었다.
워싱턴은 이 전략을 위해 새롭게 결성한 미국 육군의 지휘관에 웨인을 임명했다. 웨인은 그 군대를 직업 군대로 양성하기 위해 기본 훈련 시설을 마련했다. 웨인은 그 후 오하이오로 이동하여, 리커버리 요새를 구축했다. 8월 3일 나무가 웨인의 텐트로 쓰러졌다. 그는 살았지만, 의식불명 상태에 빠졌다. 다음 날 그는 의식을 되찾고 행군을 재개했다. 1784년 8월 20일 웨인은 ‘폴른 팀버스 전투’에서 오늘 날의 오하이오 모미(현재의 털리도 남쪽)에 있는 인디언 동맹에게 습격을 시작했다. 이 전투는 전쟁을 끝내는 결정적인 승리가 되었다. 그 직후에, 영국군은 〈제이 조약〉으로 북서부 영토의 요새를 포기했다. 웨인은 부족 동맹과 미합중국 사이에 〈그린빌 조약〉에 대한 협상을 시작했으며, 1795년 8월 3일 서명되었다. 이 조약으로 1803년 주에 가입하기 위한 걸림돌이 된 오늘 날의 미국 오하이오의 대부분을 확보할 수 있었다.
1796년 5월 13일 웨인이 디트로이트의 기지에서 펜실베이니아에 돌아오는 길에, 통풍으로 인한 합병증을 일으켜서 사망하였다. 그는 오늘 날의 펜실베이니아 프레스크 아일 요새(현재의 이리호)에 묻혔다. 오늘 날 그곳에는 웨인 블록하우스가 서있다. 웨인의 시신은 아들 아이작 웨인에 의해 1809년에 발굴되어 남아 있던 살점을 끓는 물로 제거하기 한 다음, 펜실베이니아 래드노어 세인트 데이비드 에피스코펄 교회 묘지에 있는 가족의 땅에 이장되었다. 전설에 의하면 시신을 운반 도중 오늘 날의 322번 국도 길거리에서 많은 뼈를 손실했으며, 매년 1월 1일(웨인의 생일), 웨인의 유령이 잃어버린 뼈를 찾아 길을 방황한다고 전한다.

## 유산

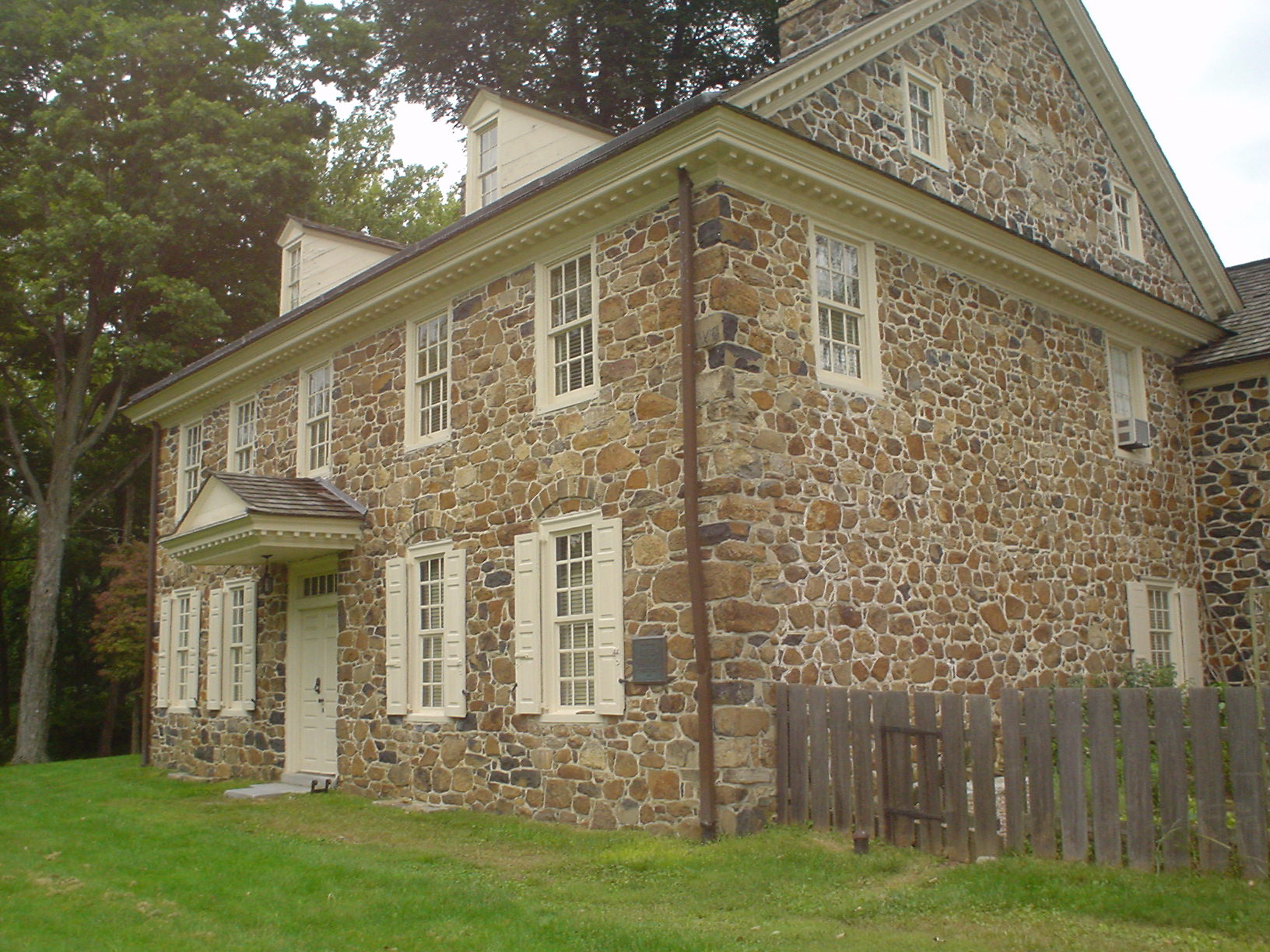
파올리에 있는 웨인즈버러의 그의 주택

웨인이 일반병을 모집하여 신병에 대한 기초 훈련을 실시한 것은 최초의 시도였다. 지역에 훈련 시설을 목적으로 건축물을 만든 것도 처음 시도된 것이었다. 그린빌 조약은 웨인의 인디언 부족 동맹에 대한 군사적 성공에 의해 초래된 것이며, 미국은 현재 오하이오를 확보했고, 오하이오가 1803년에 미국의 주로 통합되는 길을 열었다. 웨인 장군이 ‘미친 앤서니’ 로 별명이 붙은 것은 그가 병사들을 2시간 30분 이하의 수면 밖에 주지 않았다 때문이라고 알려져 있다. 조지 워싱턴은 인디언 문제를 해결할 마지막 비장의 카드로 ‘미친 앤서니’ 웨인을 기용했다. 웨인의 아들 아이작 웨인은 펜실베이니아 주에서 미국 하원 의원으로 선출 되었다.

### 지명 등
웨인의 이름을 딴 많은 자치 지역과 시설이 있다. 특히 웨인이 싸운 오하이오, 미시간, 인디애나에 많다. 다음은 그 예이다.
군,시, 도시, 지역 공동체, 강
펜실베이니아 웨인 카운티
펜실베이니아 웨인즈버그 시
펜실베이니아 웨인즈보로 시
펜실베이니아 웨인 지역 공동체
일리노이 웨인 카운티
일리노이주 웨인 시
일리노이 웨인 마을
미시간 웨인 카운티
미시간주 웨인 시
미주리 웨인 카운티
미주리 웨인스빌 마을
네브래스카 웨인 카운티
네브래스카주 웨인 시
노스 캐롤라이나 웨인 카운티
노스 캐롤라이나 웨인스빌 마을
뉴욕 웨인 카운티
- 웨스트 버지니아 웨인 카운티
- 조지아 웨인 카운티
- 조지아 웨인즈보로시
- 인디애나 웨인 카운티
- 인디애나 포트 웨인 시
- 버지니아 T 웨인즈보로시
- 뉴저지 웨인스빌 마을
- 오하이오 웨인 카운티
- 오하이오 웨인즈 필드 마을
- 오하이오 후버 하이츠 시내의 원래 웨인 마을
- 오하이오 웨인스빌 마을
- 현재 오하이오 강변 원래 매드 리버 타운 쉽 및 매드 리버 타운쉽 지역 학군
- 오하이오 데이턴 그레이트 마이애미 강 지류 매드 강
- 오하이오 웨인 국립 숲

### 사업, 학교, 구조물

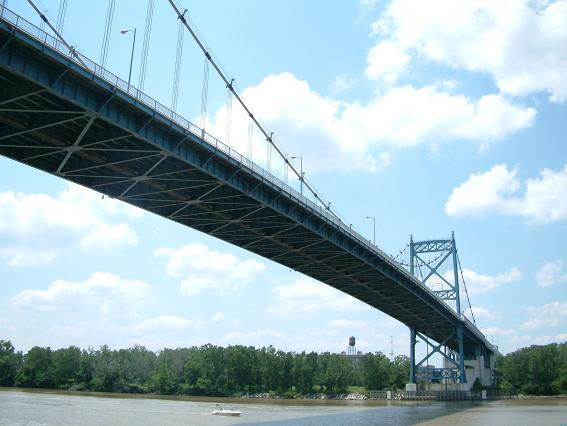
앤서니 웨인 현수교

- 앤서니 웨인 초등학교, 오하이오 데파이언스
- 웨인 요새, 인디애나 포트 웨인 시
- 웨인 요새, 미시간 디트로이트 시
- 앤서니 웨인 레크레이션 지역, 뉴욕 해리슨 주립 공원
- 앤서니 웨인 현수교, 오하이오주 톨레도시 중심가 근처
- 앤서니 웨인 도로, 오하이오주 톨레도시
- 웨인 고등학교, 인디애나 포트 웨인 시
- 앤서니 웨인 학군, 오하이오 백악관시. 그 다리를 높이 들고 전진 마칭 밴드는 제너럴즈(장군)로 알려져 있다.
- 앤서니 웨인 영화관, 펜실베이니아 웨인
- 원래 앤서니 웨인 은행, 인디애나 포트 웨인 시
- 웨인 주립 대학, 네브래스카주 웨인 시
- 웨인 주립 대학, 미시간주 디트로이트 시
- 웨인 고등학교, 오하이오 후버 하이츠 시
- 웨인 중등 학교, 펜실베이니아주 이리시
- 앤서니 웨인 도로, 미시건 디트로이트
- 앤서니 웨인 중등 학교, 뉴저지 웨인 마을
- 앤서니 웨인 레스토랑, 뉴저지 웨인 마을
- 앤서니 웨인 거리, 뉴욕 타이컨더로가
- 앤서니 웨인대로 오하이오 신시내티 시
- 노스 & 사우스 웨인대로 오하이오 락랜드 마을
- 앤서니 웨인 이발소, 오하이오 마우미 시
- 웨인 장군 초등학교, 펜실베이니아 파올리시
- 매드 앤서니 맥주, 엘리 블루잉 컴퍼니의 제품
- 웨인 코퍼레이션, 스쿨버스 공급자 원래는 웨인 농업 문화권 르 웍스, 후에 웨인 웍스
- AWS, 인디애나 포트웨인, 장애인 및 시각 장애인을 위한 재활 시설, 원래 앤서니 웨인 화소
- 제너럴 웨인 인 펜실베이니아 메리온
- 메이저 총괄 앤서니 웨인, 영국 사우 샘프턴을 기지로 하는 미국 해군의 예인선
- 포트웨인, 매드앤츠, NBA 개발 리그의 농구팀. 별명 "Mad Ants"웨인의 별명( "Mad Anthony")에서 가지고 팀 이름을 짓고 대회에서 우승했다.

### 대중문화

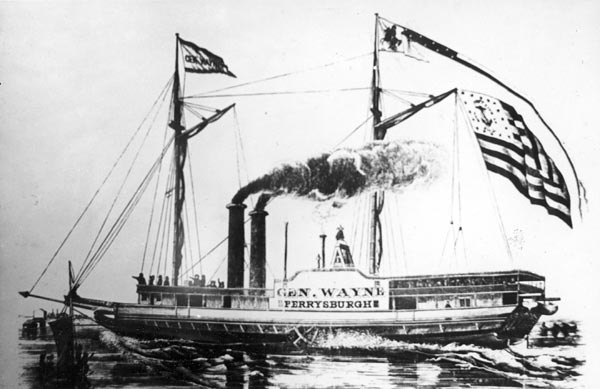
앤서인 웨인호, 외륜 증기선

웨인은 미국의 대중문화에도 많은 영향을 끼쳤다.
- 배우 매리온 로버트 모리슨은 1930년의 첫 주연작 ‘빅 트레일’(The Big Trail)을 감독한 라울 월시 의해 ‘앤서니 웨인’이라는 예명을 받았지만, 폭스 스튜디오가 존 웨인으로 바꿨다. 존 웨인은 153편의 영화에서 142개의 주역을 맡았다.
- 만화가 빌 핑거는 배트맨의 또 다른 얼굴을 ‘브루스 웨인’으로 명명했다. 연재된 몇몇 버전에서는 웨인 장군이 브루스의 조상이라고 추정할 수 있다.
- J.D. 샐린저의 소설 《호밀밭의 파수꾼》(The Catcher in the Rye,1951)에서 소설 중 펜시 프렙 고등학교에 근무하는 교사 중 한명인 스펜서 박사가 앤서니 웨인 거리 캠퍼스의 건너 편에 살고 있다.
- 앤 리날디의 역사 소설 《아침 승차》(A Ride into Morning)의 주인공은 앤서니 웨인이다.
- 외륜 증기선 "The Gen."Mad "Anthony Wayne"는 1850년 4 월에 이리 호에서 톨레도에서 버팔로로 가는 길에 침몰했다. 83명의 승객, 선원 중 38명이 죽었다. 2007년 6월 21일, 아마추어의 난파선 탐험가 토마스 코월척이 발견했다고 보도된 적이 있다.

## 역대 선거 결과
| 선거명      | 직책명                      | 대수 | 정당         | 득표율 | 득표수 | 결과 | 당락                   |
| ----------- | --------------------------- | ---- | ------------ | ------ | ------ | ---- | ---------------------- |
| 1789년 선거 | 하원의원 (조지아 제3선거구) | 1대  | 반연방주의당 | 0.67%  | 8표    | 4위  | 낙선                   |
| 1791년 선거 | 하원의원 (조지아 제1선거구) | 2대  | 반연방주의당 | 50.36% | 278표  | 1위  | 조지아주 하원의원 당선 |